# 太平湖 (安徽)

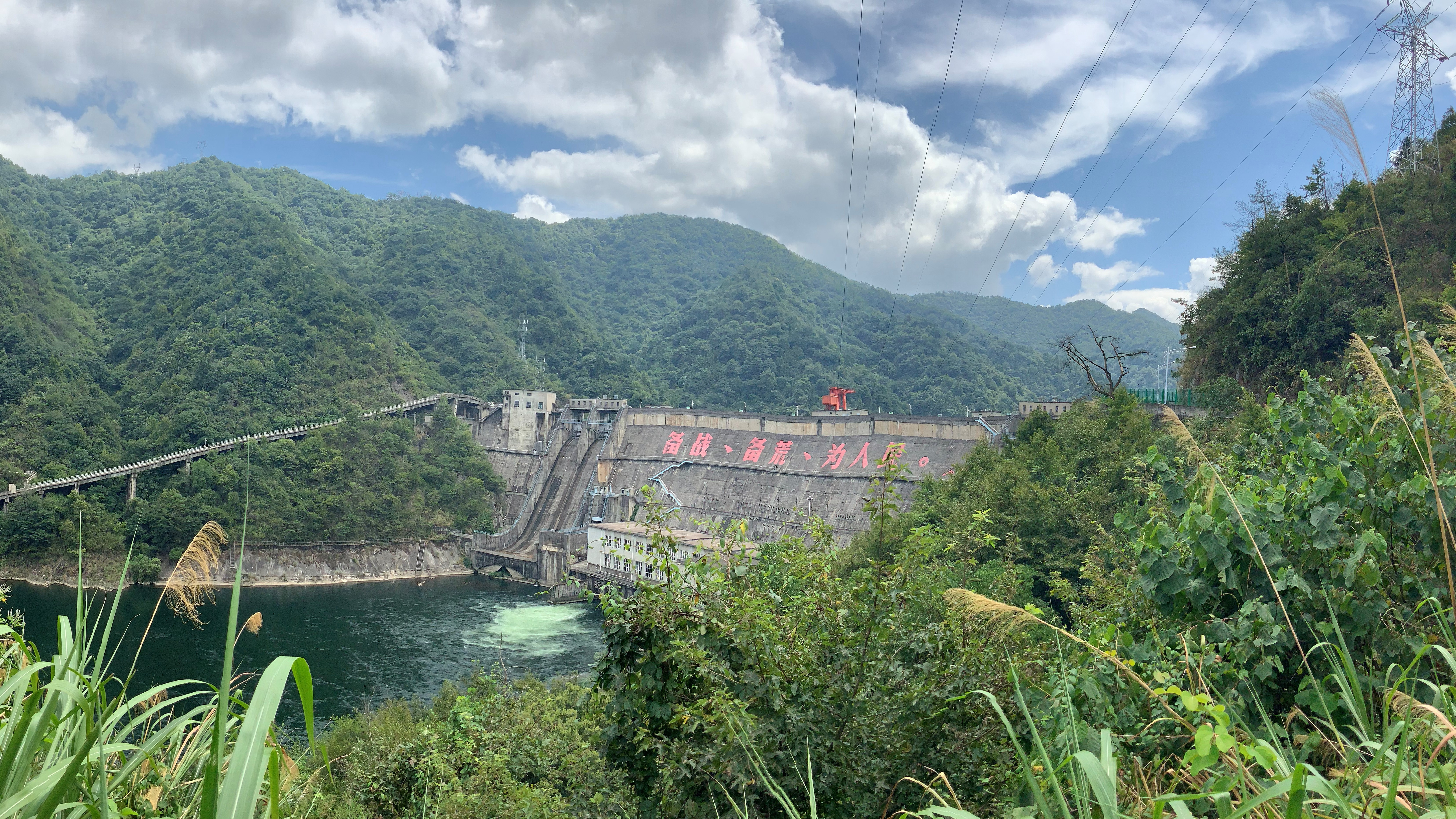
水库大坝

太平湖，又称太平湖水库，原名陈村水库，位于安徽省黄山市黄山区、泾县、石台县，位于长江水系青弋江上，大坝位于泾县桃花潭镇（原称陈村）东面，故称陈村水库。又因水库大部分位于原太平县（今黄山区）境内，故称太平湖。该水库建于1970年，是以防洪、灌溉、发电、旅游为主要功能的大（一）型水库，也是安徽省最大的水库。
太平湖介于黄山、九华山之间，距黄山、九华山各30公里，与黄山和九华山一起称为安徽的“两山一湖”。
太平湖水域面积为88.6平方公里，东西长80公里，南北最宽处约4公里，最窄处仅150余米，最深处有70米，平均水深40米，蓄水量24亿立方米，集雨面积为2722平方千米，海拔为117米。
1992年，太平湖景区被列入国家森林公园；2001年又被水利部命名为首批全国重点水利风景区。
2021年4月，中央第三生态环境保护督察组督察发现，太平湖流域违规开发项目整改工作推进不力，随后中共安徽省委成立整改工作领导小组展开排查并处理。